# Dichanthelium caparoense
Dichanthelium caparoense är en gräsart som först beskrevs av Fernando Omar Zuloaga och Osvaldo Morrone, och fick sitt nu gällande namn av Fernando Omar Zuloaga. Dichanthelium caparoense ingår i släktet Dichanthelium och familjen gräs. Inga underarter finns listade i Catalogue of Life.